# Gabriel Fahrenheit

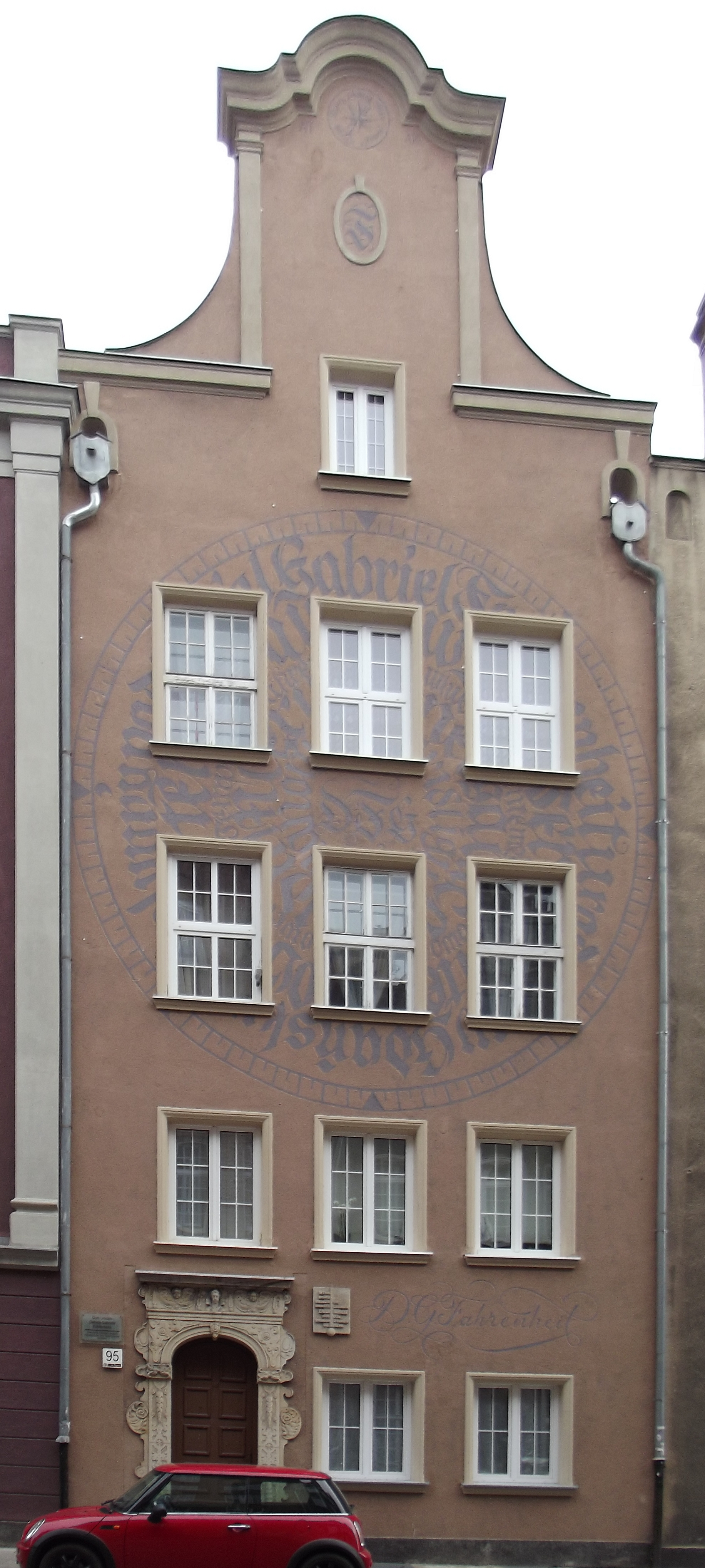
Geboortehuis van Fahrenheit

Daniel Gabriel Fahrenheit (Danzig, 24 mei 1686 – Den Haag, 16 september 1736) was een Duits natuurkundige die een groot deel van zijn werkzame leven in de Verenigde Nederlanden doorbracht. Hij werd bekend door de Fahrenheit-temperatuurschaal. (°F)

## Biografie

### Leven
Zijn ouders waren Daniel Fahrenheit en Concordia Fahrenheit (geboren Schumann), Concordia behoorde tot de bekende koopmansfamilie Schumann, uit Danzig (Gdańsk). Daniel was de oudste van vijf kinderen (twee zonen, drie dochters) en was de enige die de kinderjaren overleefde. Zijn grootvader - Reinhold Fahrenheit vom Kneiphof - is in 1650 van Koningsbergen (Königsberg, Kaliningrad) naar Danzig verhuisd en heeft zich daar als koopman gevestigd. Men vermoedt dat de familie oorspronkelijk uit Hildesheim komt, Daniels overgrootvader leefde echter in Rostock, voordat hij naar Koningsbergen verhuisde.
Na het vroege overlijden van zijn ouders ging Fahrenheit als koopmansleerling naar Amsterdam. Zijn belangstelling voor de natuurwetenschappen bracht hem ertoe zijn studie weer op te nemen. Nadat hij – ter verrijking van zijn kennis – reizen door Engeland en Duitsland ondernomen had, vestigde hij zich in 1717 in Den Haag, waar hij zich met de bouw van barometers, hoogtemeters en thermometers bezighield.
Hij verkeerde met de grote namen van zijn tijd, waarbij met name 's Gravesande zijn leraar en vriend werd. Fahrenheit was de eerste die erin slaagde thermometers met volkomen identieke thermometerbuizen te vervaardigen. Freiherr von Wolff in Halle publiceerde daarover in zijn Act. Erudit van 1714. Vanaf 1718 gaf Fahrenheit in Amsterdam colleges in de chemie. In 1724 werd hij lid van de Royal Society.
Vanaf augustus 1736 verbleef Fahrenheit, in verband met een patentaanvraag bij de Staten van Holland, in het huis van Johannes Frisleven aan het Plein in Den Haag. Begin september werd hij ziek en op de 7de was zijn gezondheid dermate verslechterd dat hij notaris Willem Ruijsbroek liet komen om zijn testament op te stellen. Op de 11de kwam de notaris nogmaals langs om er enkele wijzigingen in aan te brengen. Vijf dagen daarna overleed Fahrenheit op vijftigjarige leeftijd. Hij kreeg vier dagen later een vierde-klasse begrafenis, hetgeen wilde zeggen dat hij berooid was, in de Kloosterkerk in Den Haag. In deze kerk werd in 2002 een gedenkplaat voor hem onthuld.

### Werk
Fahrenheit ontwikkelde een (nauwkeurige) thermometer met drie ijkpunten: de Fahrenheitschaal, en werd daarmee een van de grondleggers van de thermometrie. Zoals Fahrenheit zelf aangaf (Philosophical Transactions, 1724), koos hij als nulpunt voor zijn temperatuurschaal de laagste temperatuur van de strenge winter van 1708/1709 in zijn vaderstad Danzig, die hij als absoluut nulpunt beschouwde. Hij reproduceerde deze met een koudemengsel van water, ijs en salmiak in de verhoudingen 1:1:1 en definieerde zo het nulpunt: 0 °F (ongeveer −17,8 °C). Door gebruik te maken van deze "laagste temperatuur" wilde Fahrenheit negatieve temperaturen – die bij de oudere Rømerschaal al onder alledaagse omstandigheden ontstonden – vermijden. Zijn volgende ijkpunt was het vriespunt van water (0 °C), dat hij op 32 °F stelde. Hij reproduceerde dit met een mengsel van water en ijs in de verhouding 1:1, dus dit keer zonder de salmiak. Ten slotte definieerde hij als derde ijkpunt de "normale" temperatuur van het menselijk lichaam (37 °C), die gelijk was aan 96 °F.
In eerste instantie gebruikte Fahrenheit alcohol als thermometervloeistof, maar vanaf ca. 1714 verving hij dit door kwik. Hij kwam op deze gedachte na het lezen van het werk van Guillaume Amontons, waarin deze de verandering van de meetwaarden van kwikbarometers als gevolg van temperatuurveranderingen beschreef. Met behulp van de kwikthermometer kon Fahrenheit hogere temperaturen meten. Hij paste daarmee later zijn schaal aan, waardoor het hoogste ijkpunt, bij het kookpunt van water (100 °C), op 212 °F kwam te liggen. Bij deze aanpassing werd de normale menselijke lichaamstemperatuur (37 °C) verplaatst naar de nu bekende waarde van 98,6 °F. Fahrenheits uiteindelijke temperatuurschaal heeft daarmee 180 graden tussen het vries- en kookpunt van water.
In 1721 ontdekte Fahrenheit dat water ver onder het vriespunt in vloeibare vorm kan voorkomen en dan, door het toedienen van schokken, plotseling bevriest (superkoeling). In 1724 stelde hij – met zorgvuldig doorgevoerde experimenten – vast dat het kookpunt van water afhankelijk is van de atmosferische druk (barometerstand) en werd daarmee de uitvinder van de thermobarometer (hypsometer). De door hem ontworpen gewichtsareometer – een soort hydrometer – diende als voorbeeld voor de later door William Nicholson (1753–21 mei 1815) gepatenteerde areometer (hydrometer), die tot op heden voor bepaalde toepassingen in gebruik is. Als lid van de Royal Society publiceerde hij vijf verhandelingen in de Philosophical Transactions van 1724, waarin hij zijn ontdekkingen en uitvindingen beschreef.
In zijn laatste levensjaren hield hij zich bezig met de constructie van een machine voor de ontwatering van ondergelopen land, waarvoor hij van de Nederlandse regering bepaalde voorrechten verwierf. Bij zijn dood liet hij deze machine – ter verdere vervolmaking – na aan zijn vriend Willem Jacob 's Gravesande. Ook na het doorvoeren van enkele aanpassingen bleef de machine dienst weigeren en raakte daarna in vergetelheid.

## Vernoemingen in Nederland
- Fahrenheitstraat: in Amersfoort, Amsterdam, Apeldoorn, Den Haag, Dordrecht, Ede, Elst, Harderwijk, Heerhugowaard, Nijmegen, Rijssen en Schiedam
- Fahrenheitlaan: in Drachten, Hilversum, Terneuzen en Utrecht
- Fahrenheitsingel: in Amsterdam
- Fahrenheitweg: in Bunschoten, Echt en Leeuwarden
- Fahrenheitbaan: in Culemborg, Nieuwegein en Vianen

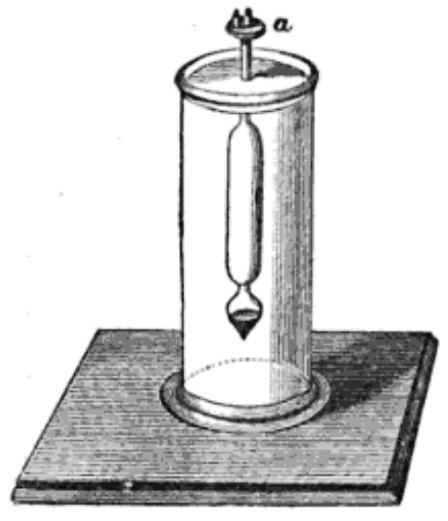
De hydrometer van Fahrenheit

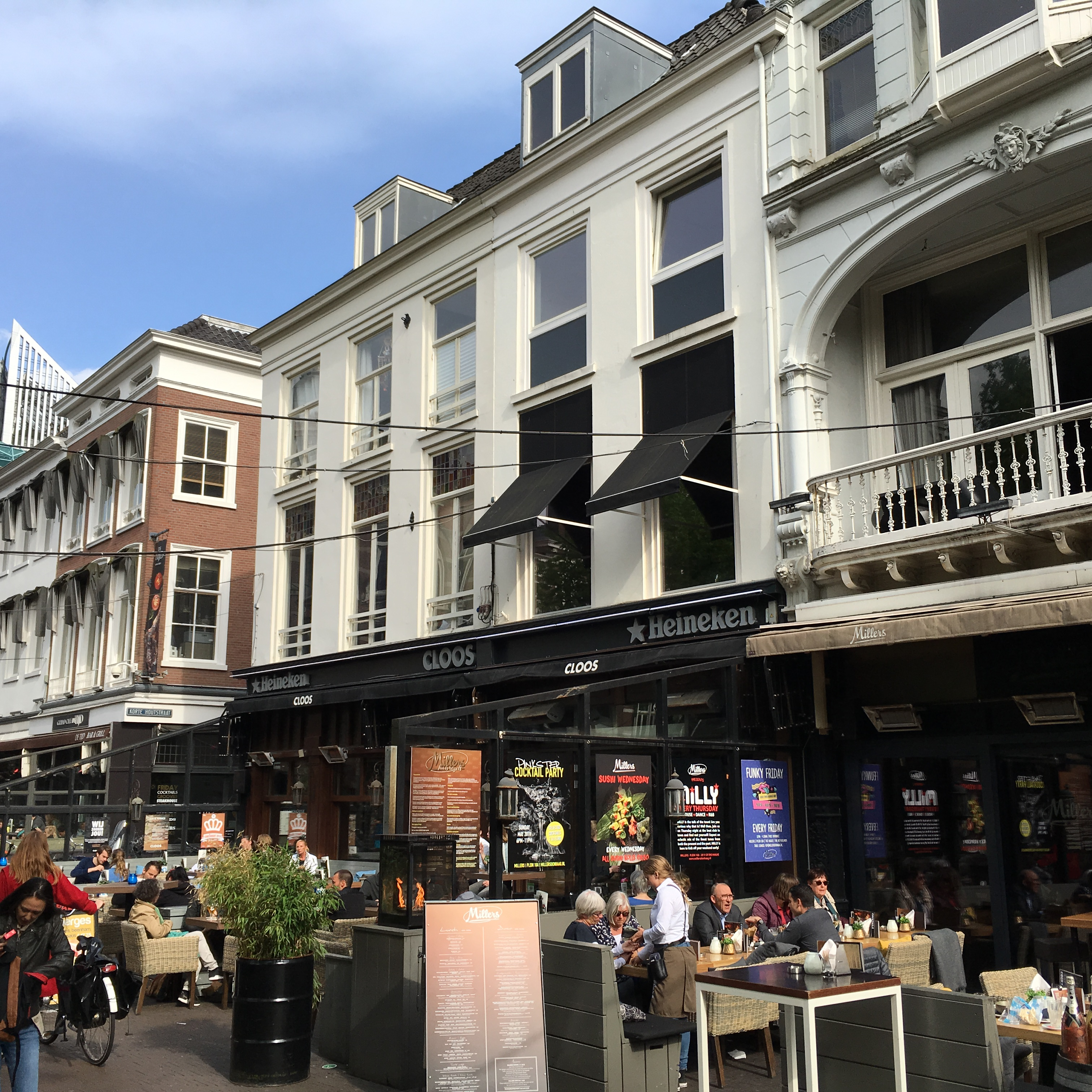
Sterfhuis van Fahrenheit aan het Plein in Den Haag

- Fahrenheitpad: in Rotterdam

- Bibsys: 90267161
- Bibliothèque nationale de France: cb121663751 (data)
- Biografisch Portaal: 39980319
- Catàleg d'autoritats de noms i títols de Catalunya: 981058515357106706
- CiNii: DA10628047
- Digitale Bibliotheek voor de Nederlandse Letteren: fahr002
- Gemeinsame Normdatei: 118685783
- International Standard Name Identifier: 0000 0000 8088 685X
- Library of Congress Control Number: n84236856
- Nationale Bibliotheek van Tsjechië: ola2002161296
- Nationale Bibliotheek van Israël: 987007280747005171
- Nationale Bibliotheek van Polen: a0000001258200
- Nederlandse Thesaurus van Auteursnamen: 069698392
- LIBRIS: 259437
- SNAC: w6673nfx
- Système universitaire de documentation: 030197783
- Union List of Artist Names: 500076414
- Virtual International Authority File: 9887952
- WorldCat: E39PBJtrVTjcRgJKdj3D3Fptrq